# Stefany Vaz
Stefany Vaz Yamashita da Costa, mais conhecida simplesmente por Stefany Vaz (São Paulo, 15 de outubro de 2003), é uma atriz, cantora e missionária brasileira. Ficou conhecida ao interpretar a personagem Carmen uma das protagonistas do remake de Carrossel, exibido pelo SBT.

## Carreira
De ascendência paterna japonesa, Stefany Vaz iniciou sua carreira aos 4 anos de idade. Seu primeiro trabalho foi um comercial para a loja de esportes Decathloon; em seguida outros comerciais vieram. Fez matérias para algumas revistas, como a Crescer, Magazine Fit e Donna. Participou de programas de televisão como, Raul Gil e as crianças, Danny Pink, gravações do DVD do Patati Patatá, Mara Maravilha, etc.
Em 2012, interpretou a personagem Carmen, uma das protagonistas do remake de Carrossel, exibido pelo SBT. Stefany, ao lado de Aysha Benelli, cantou a regravação da música "Não Faz Mal", da Mara Maravilha. Ainda com a mesma personagem Carmen, no ano 2014, fez parte do elenco principal da série Patrulha Salvadora e em 2015 e 2016, participou dos filmes Carrossel: O Filme e Carrossel 2: O Sumiço de Maria Joaquina.
Em 2015, Stefany gravou um disco com a banda 4Joy, formado junto com seus colegas que foram também atores em Carrossel: Esther Marcos, Gustavo Daneluz e Léo Belmonte. Porém, posteriormente a banda que tinha como produtor Arnaldo Saccomani, falecido em 27 de agosto de 2020, se encerrou em meados de 2016. Stefany também lançou um livro em 2018 chamado Sonhos Refletidos.
Em Fevereiro de 2022, Stefany anunciou no seu perfil do Instagram o objetivo de se tornar uma missionária religiosa: "Eu vou fazer o DTS, que é uma escola que tem como objetivo capacitar as pessoas para que elas sejam agentes de transformação na sociedade, levando o evangelho pelas nações. Para quem não sabe, eu sou cristã e acho que isso já estava um pouco óbvio há um tempo. Estou seguindo um direcionamento de Deus para a minha vida durante esses meses que estão por vir", contou.

## Filmografia

### Televisão
| Ano       | Título                       | Papel                 | Notas                  | Ref    |
| --------- | ---------------------------- | --------------------- | ---------------------- | ------ |
| 2012–2013 | Carrossel                    | Carmen Carrilho       |                        | [ 13 ] |
| 2013      | Carrossel Especial de Natal  | Carmen Carrilho       | Especial de fim de ano | [ 14 ] |
| 2014–2015 | Patrulha Salvadora           | Carmen Carrilho       |                        | [ 15 ] |
| 2014      | É Natal, Mallandro!          | Carmen Carrilho       | Especial de fim de ano | [ 16 ] |
| 2016      | Carrossel em Desenho Animado | Carmen Carrilho (voz) | Dublagem               | [ 17 ] |

### Cinema
| Ano  | Título                                  | Papel           | Ref           |
| ---- | --------------------------------------- | --------------- | ------------- |
| 2015 | Carrossel - O Filme                     | Carmen Carrilho | [ 18 ] [ 19 ] |
| 2016 | Carrossel 2: O Sumiço de Maria Joaquina | Carmen Carrilho | [ 20 ]        |

## Teatro
| Ano  | Título                         | Papel           | Ref    |
| ---- | ------------------------------ | --------------- | ------ |
| 2013 | Show Carrossel no Circo Tihany | Carmen Carrilho | [ 21 ] |

## Livros
| Ano  | Título            | Editora             |
| ---- | ----------------- | ------------------- |
| 2018 | Sonhos Refletidos | Universo dos Livros |

## Discografia

### Álbuns de estúdio
- Festa da Stefany Vaz (2013)[23]
- Banda 4Joy (2015)[24]

### Participações em álbuns
Carrossel Vol. 2 (2013)
- A Banda
- Não Faz Mal (Tô Carente Mas Eu Tô Legal) ft. Aysha Benelli[25]

Carrossel Remixes Vol. 3 (2013)
- Não Faz Mal (Tô Carente Mas Eu Tô Legal) – Remix ft. Aysha Benelli

Carrossel Especial Astros (2013)
- Filhote do Filhote[26]
- Um Feliz Natal[27]

Patrulha Salvadora (2014)
- Super-Heróis[28]
- Amiguinho[29]

## Prêmios e indicações
| Ano  | Prêmio                | Categoria             | Trabalho indicado                     | Resultado | Ref    |
| ---- | --------------------- | --------------------- | ------------------------------------- | --------- | ------ |
| 2013 | Prêmio Contigo! de TV | Melhor Atriz Infantil | Carmen Carrilho em Carrossel          | Indicada  | [ 30 ] |
| 2014 | Prêmio Contigo! de TV | Melhor Atriz Infantil | Carmen Carrilho em Patrulha Salvadora | Indicada  | [ 31 ] |